# Pectinasa
Las pectinasas son un grupo de enzimas capaces de descomponer o separar grupos pectinos, sustratos de polisacáridos encontrados en la pared celular de las plantas.

## Introducción
La textura de las frutas y verduras se debe a la presencia de pectinas que actúan como parte de la pared celular. Las pectinas son polímeros de hidratos de carbono complejos que forman bloques estructurales, y cuyo principal papel es dar rigidez a la pared celular de frutas. Durante la extracción del jugo por procedimientos mecánicos o físicos, dichas pectinas que forman las paredes de las frutas se aglomeran formando sistemas coloidales en el jugo o néctar. La clarificación natural es un proceso lento y dependiente del tipo de fruta, por lo que es recomendable la acción de las enzimas pectinolíticas o pectinasas para permitir que el material suspendido flocule y sea separado mayoritariamente por filtración del jugo o néctar. Sin embargo, después de este proceso se requiere de un tratamiento térmico que inactiva las enzimas degradativas de pectinas, para evitar una excesiva degradación y la generación de otros problemas de calidad como la formación de nubes o una excesiva clarificación que provoca cambios en sabor, color y en la consistencia del producto final. El tratamiento enzimático varía con el tipo y características de la fruta.

## Aplicaciones
1. Su principal aplicación es en maximizar el rendimiento al producir jugos naturales, especialmente de frutos tropicales, manzanas y peras.
2. Se usa también para la extracción de pigmentos y colorantes naturales de plantas.
3. También tienen un importante rol en la fabricación de vino, ayudando a limpiar las uvas recién prensadas y aumentar la consistencia general del vino.
4. Aumentar las características organolépticas del jugo

## Producción industrial
El microorganismo más utilizado involucrado en la producción de enzimas pectinolíticas es Aspergillus niger.
El sistema convencional es el cultivo sumergido. Como sustrato se utilizan medios sintéticos y medios a base de componentes naturales con una alta concentración de pectina, tales como: pulpa de remolacha, cáscara de limón, pulpa de henequén y los desechos de manzana. También se producen a través del proceso de fermentación en estado sólido utilizando distintos sustratos como el bagazo de caña de azúcar y el salvado de trigo. Estos sistemas de producción se caracterizan por los bajos costos tanto de los medios utilizados como de la infraestructura necesaria para desarrollar el proceso.
Actualmente las técnicas más utilizadas para tal fin son el cultivo en batch y el cultivo feed-batch.

## Clasificación de pectinasas
Las pectinasas se pueden clasificar en tres grupos teniendo en cuenta su forma de actuar sobre el polisacárido:
- Pectinesterasas

Las pectinesterasas transforman a la pectina metoxilada en pectina de bajo metoxilo o pectato. Al actuar producen metanol a partir de los grupos carboxilos esterificados.
- Poligalacturonasas

Las poligalacturonasas son enzimas que hidrolizan el enlace glucosídico contiguo al grupo carboxilo libre; en consecuencia, las pectinas de alto metoxilo se hidrolizan muy lentamente, mientras que las de bajo metoxilo son buen sustrato considerándose al pectato como el mejor. Las endopoligalacturonasas atacan a la cadena peptídica al azar, mientras que las exopoligalacturonasas actúan sobre el lado no reductor del polímero.
- Pectin y Pectatoliasas

Las pectatoliasas rompen el enlace glucosídico por β-eliminación, su acción produce dobles ligaduras entre los carbonos 4 y 5 de la molécula de ácido D-galacturónico.